# Colobothea bicuspidata
Colobothea bicuspidata är en skalbaggsart som först beskrevs av Pierre André Latreille 1833.  Colobothea bicuspidata ingår i släktet Colobothea och familjen långhorningar. Inga underarter finns listade i Catalogue of Life.